# اچ‌دی ۹۸۶۱۸
اچ‌دی ۹۸۶۱۸ یک ستاره است که در صورت فلکی خرس بزرگ قرار دارد.